# 杜邊卡
49°3′19″N 25°10′38″E / 49.05528°N 25.17722°E
杜邊卡（烏克蘭語：Дубенка）是位於烏克蘭西部特諾皮爾州裏喬爾特基夫區的村莊，始建於1698年，面積2.69平方公里，2001年人口679，人口密度每平方公里252人。